# Román rögbibajnokság
A román rögbibajnokság (románul: Liga Națională de Rugby) a Román Rögbiszövetség által szervezett rögbi-versenysorozat, mely 1914 óta évente kerül megrendezésre. 1948-ban két bajnokságot rendeztek.
A bajnokságban tizennégy csapat vesz részt. Jelenlegi címvédő a SCM Timișoara.

## Az eddigi bajnokságok
| Év   | Első                               | Második                            | Harmadik                              |
| ---- | ---------------------------------- | ---------------------------------- | ------------------------------------- |
| 1914 | Tenis Club Român București         | Sporting Club Român București      | —                                     |
| 1915 | Tenis Club Român București         | Sporting Club Român București      | —                                     |
| 1916 | Tenis Club Român București         |                                    |                                       |
| 1917 | —                                  |                                    |                                       |
| 1918 | —                                  |                                    |                                       |
| 1919 | Stadiul Român București            | SSEF București                     | Tenis Club Român București            |
| 1920 | SSEF București                     | Sportul Studențesc București       | Stadiul Român București               |
| 1921 | Tenis Club Român București         | SSEF București                     | Sportul Studențesc București          |
| 1922 | Tenis Club Român București         | Stadiul Român București            | Sportul Studențesc București          |
| 1923 | Tenis Club Român București         | Stadiul Român București            | Sportul Studențesc București          |
| 1924 | Stadiul Român București            | Sportul Studențesc București       | Tenis Club Român București            |
| 1925 | Sportul Studențesc București       | Stadiul Român București            | Tenis Club Român București            |
| 1926 | Stadiul Român București            | Sportul Studențesc București       | Tenis Club Român București            |
| 1927 | Tenis Club Român București         | Stadiul Român București            | Sportul Studențesc București          |
| 1928 | Stadiul Român București            | Sportul Studențesc București       | Tenis Club Român București            |
| 1929 | Sportul Studențesc București       | Stadiul Român București            |                                       |
| 1930 | Stadiul Român București            | Rugby Club București               | Sportul Studențesc București?         |
| 1931 | Stadiul Român București            |                                    |                                       |
| 1932 | Sportul Studențesc București       | Rugby Club București               | Tenis Club Român București            |
| 1933 | PTT București                      | Sportul Studențesc București       | Tenis Club Român București            |
| 1934 | PTT București                      | Sportul Studențesc București       | Stadiul Român București               |
| 1935 | Sportul Studențesc București       | Tenis Club Român București         | Stadiul Român București               |
| 1936 | Tenis Club Român București         | Sportul Studențesc București       | Stadiul Român București               |
| 1937 | —                                  |                                    |                                       |
| 1938 | Tenis Club Român București         | Sportul Studențesc București       | Viforul Dacia București               |
| 1939 | Sportul Studențesc București       | Viforul Dacia București            | Tenis Club Român București            |
| 1940 | Viforul Dacia București            | Stadiul Român București            | Sportul Studențesc București?         |
| 1941 | Sportul Studențesc București       | Viforul Dacia București            | Tenis Club Român București?           |
| 1942 | Viforul Dacia București            | Stadiul Român București            | Tenis Club Român București            |
| 1943 | Viforul Dacia București            | Sportul Studențesc București       | Tenis Club Român București            |
| 1944 | —                                  |                                    |                                       |
| 1945 | —                                  |                                    |                                       |
| 1946 | Viforul Dacia București            | Stadiul Român București            | Sportul Studențesc București          |
| 1947 | Stadiul Român București            | Viforul Dacia București            | Sportul Studențesc București          |
| 1948 | Universitatea București            | CFR București                      | Constructori București                |
|      | CFR București                      | Electrica București                | CSCA București                        |
| 1949 | CSCA București                     | CFR București                      | Electrica București                   |
| 1950 | Locomotiva CFR București           | CCA București                      | Dinamo București                      |
| 1951 | Dinamo București                   | Aripile RPR Orașul Stalin          | CCA București Știința Cluj            |
| 1952 | Dinamo București                   | Locomotiva Grivița Roșie București | CCA București Constructorul București |
| 1953 | CCA București                      | Locomotiva Grivița Roșie București | Dinamo București                      |
| 1954 | CCA București                      | Dinamo București                   | Locomotiva Grivița Roșie București    |
| 1955 | Locomotiva Grivița Roșie București | CCA București                      | Dinamo București                      |
| 1956 | Dinamo București                   | CCA București                      | Locomotiva Grivița Roșie București    |
| 1957 | Locomotiva Grivița Roșie București | CCA București                      | Energia ISP București                 |
| 1958 | CFR Grivița Roșie București        | Dinamo București                   | CCA București                         |
| 1959 | CFR Grivița Roșie București        | Dinamo București                   | CCA București                         |
| 1960 | CFR Grivița Roșie București        | CCA București                      | Dinamo București                      |
| 1961 | CCA București                      | Grivița Roșie București            | Dinamo București                      |
| 1962 | Grivița Roșie București            | Steaua București                   | Dinamo București                      |
| 1963 | Steaua București                   | Dinamo București                   | Grivița Roșie București               |
| 1964 | Steaua București                   | Dinamo București                   | Grivița Roșie București               |
| 1965 | Dinamo București                   | Steaua București                   | Grivița Roșie București               |
| 1966 | Grivița Roșie București            | Steaua București                   | Dinamo București                      |
| 1967 | Grivița Roșie București            | Dinamo București                   | Steaua București                      |
| 1968 | —                                  |                                    |                                       |
| 1969 | Dinamo București                   | Steaua București                   | Grivița Roșie București               |
| 1970 | Grivița Roșie București            | Steaua București                   | Universitatea Timișoara               |
| 1971 | Steaua București                   | Grivița Roșie București            | Dinamo București                      |
| 1972 | Universitatea Timișoara            | Știința Petroșani                  | Dinamo București                      |
| 1973 | Steaua București                   | Universitatea Timișoara            | Dinamo București                      |
| 1974 | Steaua București                   | Grivița Roșie București            | Farul Constanța                       |
| 1975 | Farul Constanța                    | Dinamo București                   | Știința Petroșani                     |
| 1976 | Farul Constanța                    | Steaua București                   | Dinamo București                      |
| 1977 | Steaua București                   | Farul Constanța                    | Dinamo București                      |
| 1978 | Farul Constanța                    | Steaua București                   | Dinamo București                      |
| 1979 | Steaua București                   | Dinamo București                   | Grivița Roșie București               |
| 1980 | Steaua București                   | Dinamo București                   | Farul Constanța                       |
| 1981 | Steaua București                   | Dinamo București                   | Știința Cemin Baia Mare               |
| 1982 | Dinamo București                   | Farul Constanța                    | Steaua București                      |
| 1983 | Steaua București                   | Dinamo București                   | Farul Constanța                       |
| 1984 | Steaua București                   | Dinamo București                   | Farul Constanța                       |
| 1985 | Steaua București                   | Dinamo București                   | Farul Constanța                       |
| 1986 | Farul Constanța                    | Steaua București                   | Dinamo București                      |
| 1987 | Steaua București                   | Dinamo București                   | Grivița Roșie București               |
| 1988 | Steaua București                   | Știința Baia Cemin Mare            | Dinamo București                      |
| 1989 | Steaua București                   | Dinamo București                   | Știința Cemin Baia Mare               |
| 1990 | Știința Cemin Baia Mare            | Steaua București                   | Universitatea Timișoara               |
| 1991 | Dinamo București                   | Știința Cemin Baia Mare            | Universitatea Timișoara               |
| 1992 | Steaua București                   | Dinamo București                   | Universitatea Timișoara               |
| 1993 | Grivița Roșie București            | Steaua București                   | Universitatea Timișoara               |
| 1994 | Dinamo București                   | Minerul Lupeni                     | Steaua București                      |
| 1995 | Farul Constanța                    | Steaua București                   | Universitatea Cluj                    |
| 1996 | Dinamo București                   | Farul Constanța                    | Universitatea Cluj                    |
| 1997 | Farul Constanța                    | Dinamo București                   | Steaua București                      |
| 1998 | Dinamo București                   | Steaua București                   | Universitatea Cluj                    |
| 1999 | Steaua București                   | Dinamo București                   | CSM Sibiu                             |
| 2000 | Dinamo București                   | Steaua București                   | Politehnica Iași                      |
| 2001 | Dinamo București                   | Universitatea Cluj                 | Steaua București                      |
| 2002 | Dinamo București                   | Steaua București                   | Știința Remin Baia Mare               |
| 2003 | Steaua București                   | Dinamo București                   | Farul Constanța                       |
| 2004 | Dinamo București                   | Steaua București                   | Universitatea Cluj                    |
| 2005 | Steaua București                   | Dinamo București                   | Știința Remin Baia Mare               |
| 2006 | Steaua București                   | Aurel Vlaicu Arad                  | Dinamo București                      |
| 2007 | Dinamo București                   | Steaua București                   | Știința Remin Baia Mare               |
| 2008 | Dinamo București                   | Steaua București                   | Farul Constanța                       |
| 2009 | CSM Știința Baia Mare              | Steaua București                   | Dinamo București                      |
| 2010 | CSM Știința Baia Mare              | Steaua București                   | Farul Constanța                       |
| 2011 | CSM Știința Baia Mare              | Steaua București                   | RCM Timișoara                         |
| 2012 | RCM Timișoara                      | CSM Știința Baia Mare              | Steaua București                      |
| 2013 | RCM Timișoara                      | CSM Știința Baia Mare              | Steaua București                      |
| 2014 | CSM Știința Baia Mare              | Farul Constanța                    | RCM Timișoara                         |
| 2015 | RCM Timișoara                      | CSM Știința Baia Mare              | Olimpia București                     |
| 2016 | —                                  |                                    |                                       |
| 2017 | RCM Timișoara                      | CSM Știința Baia Mare              | CSM București                         |
| 2018 | RCM Timișoara                      | CSM Știința Baia Mare              | Steaua București                      |
| 2019 | CSM Știința Baia Mare              | Steaua București                   | CSM București                         |
| 2020 | CSM Știința Baia Mare              | SCM Timișoara                      | Steaua București                      |
| 2021 | CSM Știința Baia Mare              | Steaua București                   | Dinamo București                      |
| 2022 | CSM Știința Baia Mare              | Steaua București                   | Dinamo București                      |
| 2023 | Dinamo București                   | CSM Știința Baia Mare              | SCM Timișoara                         |
| 2024 | SCM Timișoara                      | CSM Știința Baia Mare              | Steaua București                      |